# Anticléricalisme en Amérique latine
L'anticléricalisme en Amérique latine est né de l'opposition au pouvoir et à l'influence de l'Église catholique dans l'Amérique latine coloniale et postcoloniale.

## Mexique
La Constitution mexicaine de 1824 avait imposé à la République d'interdire l'exercice de toute religion autre que la foi catholique apostolique romaine.

### Guerre de Réforme
La Guerre de Réforme (espagnol : Guerra de Reforma) a lieu au Mexique, durant la Deuxième République fédérale mexicaine. C'est une guerre civile qui dure trois ans (1857-1860) entre les membres du Parti libéral qui ont pris le pouvoir en 1855 dans le cadre du Plan d'Ayutla (en) et les membres du Parti conservateur (en) qui s'opposent à la légitimité du gouvernement et à sa restructuration radicale des lois mexicaines, connue sous le nom de « Lois de réforme ». Les libéraux voulaient éliminer le pouvoir politique, économique et culturel de l'Église catholique au Mexique (en) et réduire le rôle de l'armée. L'Église et l'armée étaient protégées par des privilèges corporatifs et institutionnels (fueros) établis à l'époque coloniale. Les libéraux cherchaient à créer un État-nation moderne fondé sur des principes libéraux. Les conservateurs voulaient un gouvernement centraliste, voire une monarchie, l'Église et l'armée conservant leurs rôles et pouvoirs traditionnels, et les élites foncières et marchandes maintenant leur domination sur les populations métisses et indigènes majoritaires au Mexique.
Cette lute éclate en une véritable guerre civile lorsque les libéraux, qui contrôlent alors le gouvernement après avoir évincé Antonio López de Santa Anna, commencent à mettre en œuvre une série de lois destinées à dépouiller l'Église et l'armée - mais surtout l'Église - de ses privilèges et de ses biens. Les libéraux adoptent une série de lois distinctes mettant en œuvre leur vision du Mexique, puis promulguent la Constitution de 1857, qui donne force constitutionnelle à leur programme. La résistance des conservateurs culmine avec le Plan de Tacubaya (en), qui chasse le gouvernement du président Ignacio Comonfort par un coup d'État et prend le contrôle de Mexico, forçant les libéraux à déplacer leur gouvernement dans la ville de Veracruz. Les conservateurs contrôlent la capitale et une grande partie du centre du Mexique, tandis que les autres États doivent choisir entre le gouvernement conservateur de Félix Zuloaga et le gouvernement libéral de Benito Juárez.
Les libéraux manquent d'expérience militaire et perdent la plupart des premières batailles, mais le vent tourne lorsque les conservateurs échouent à deux reprises à prendre le bastion libéral de Veracruz. Le gouvernement du président américain James Buchanan reconnaît le régime de Juárez en avril 1859 et les États-Unis négocient avec lui le Traité McLane-Ocampo (en), qui, s'il est ratifié, donne de l'argent liquide au régime libéral mais accorde également aux États-Unis des droits de transit à travers le territoire mexicain. Les victoires libérales s'accumulent par la suite jusqu'à la capitulation des forces conservatrices en décembre 1860. Bien que les forces conservatrices aient perdu la guerre, des guérillas restent actives dans les campagnes pendant des années, et les conservateurs mexicains conspirent avec les forces françaises pour installer Maximilien Ier en tant qu'empereur au cours de l'intervention française au Mexique qui suit.

### Guerre des Cristeros
Des lois plus sévères appelées Lois Calles (en) durant le mandat de l'athée Plutarco Elías Calles conduisent finalement à la Guerre des Cristeros, une lutte généralisée dans le centre et l'ouest du Mexique. Le soulèvement populaire massif dans les campagnes du centre-nord du Mexique est tacitement soutenu par la hiérarchie cléricale et bénéficie également de l'aide de sympathisants catholiques urbains. L'ambassadeur américain Dwight W. Morrow (en) sert de médiateur entre le gouvernement de Calles et l'Église. Le gouvernement fait quelques concessions, l'Église retire son soutien aux combattants cristeros et le conflit prend fin en 1929. La rébellion a eu plusieurs interprétations. Elle a été considérée d'une part comme un événement majeur dans la lutte entre l'Église et l'État ayant débuté au XIXe siècle avec la Guerre de Réforme, mais aussi comme le dernier grand soulèvement paysan au Mexique après la fin de la phase militaire de la Révolution mexicaine en 1920, et comme un soulèvement contre-révolutionnaire des paysans prospères et des élites urbaines contre les réformes agraires de la révolution.

## Colombie
Bien que la Colombie ait adopté une législation anticléricale et l'ait appliquée pendant plus de trois décennies (1849-1884), elle a rapidement rétabli « la pleine liberté et l'indépendance vis-à-vis du pouvoir civil » de l'Église catholique.
On considère que La Violencia commence avec l'assassinat, le 9 avril 1948, du politicien Jorge Eliécer Gaitán, candidat du Parti libéral à l'élection présidentielle de novembre 1949. Son assassinat provoque l'émeute de Bogotazo qui dure dix heures et où environ 5 000 personnes trouvent la mort. Une autre historiographie propose comme point de départ le retour au pouvoir des conservateurs à la suite de l'élection présidentielle de 1946. La police et les dirigeants politiques des villes rurales ont encouragé les paysans soutenant les conservateurs à s'emparer des terres agricoles des paysans soutenant les libéraux, ce qui a provoqué des violences entre paysans dans toute la Colombie.